# Handborda
Handborda (em sueco: Handbörd) era uma das treze terras pequenas (semelhantes às folclândias da Uplândia) que se uniram para formar a Esmolândia, na Suécia, e compunha parte da sua porção leste. Entre ela e Sevede, ao norte, estava a Asbolândia.

## História

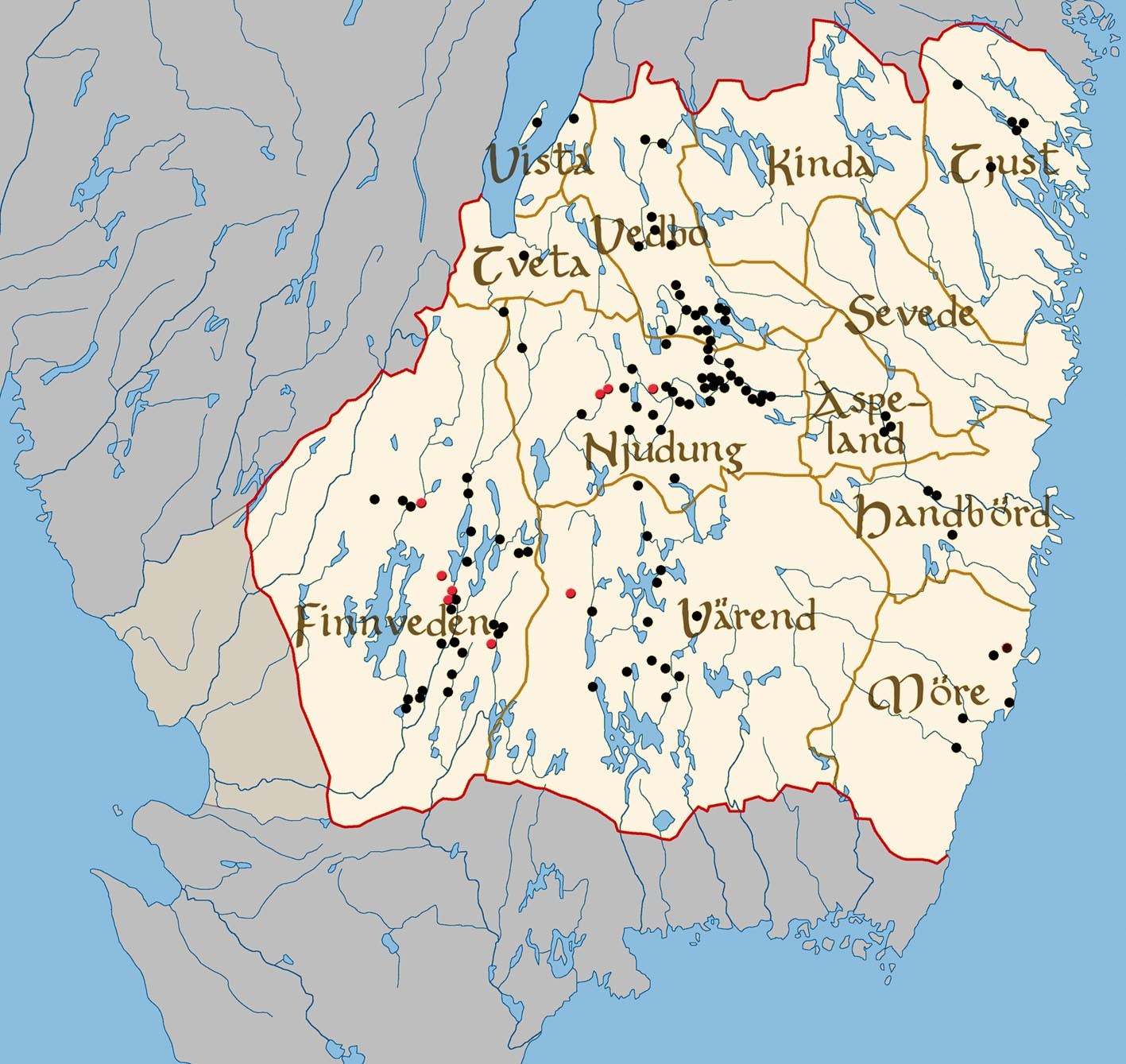
As pequenas terras da Esmolândia. Os pontos pretos e vermelhos marcam as pedras rúnicas da região

Durante a Idade Média, Handoborda consistia no que é hoje a comuna e Högsby, a paróquia de Fliseryd na comuna de Monsteros e a paróquia de Crocsmola na comuna de Nibro. No fim da Idade do Ferro, parte da costa também pertenceu a Handborda, mas no início da Idade Média essa zona tornar-se-ia o hundredo separado de Stranda. Seu nome significa um lugar onde barcos podiam ser levados através da água e se refere às corredeiras do rio Em. Tinha como centro a cidade de Högsby.
Na Idade Média, se produzia em Handborda minério de ferro e havia pequenas fazendas. Eclesiasticamente, estava subordinada à Diocese de Lincopinga e juridicamente vigorava ali a Lei da Gotalândia Oriental. Segundo carta de março de 1422, fruto do conflito entre dominicanos e o bispo de Lincopinga, os primeiros acumulara fundos de cerca de 170 anos de pessoas pobres de Moria, Olândia e Sydherd, fundos estes que eram destinados a Sevede, Asbolândia e Handborda. 
Tiúscia, Handborda, Sevede, Asbolândia e o Condado de Tuna formavam o norte do Condado de Calmar e eram comumente alugados aos cidadãos de Vestervique. Handborda pertencia ao condado do Castelo de Calmar e era controlada pelo bailio do castelo. Nils Dacke liderou, em 1542, a revolta camponesa na Esmolândia chamada Guerra de Dacke contra o rei Gustavo I (r. 1523–1560). Antes de ser obrigado a fugir, tentou exortar os camponeses de Handborda e Moria a manterem-se alinhados a ele.